# Turret Cone
Turret Cone är en kulle i Antarktis. Den ligger i Östantarktis. Nya Zeeland gör anspråk på området. Toppen på Turret Cone är 455 meter över havet.
Terrängen runt Turret Cone är kuperad åt sydväst, men åt nordost är den bergig. Terrängen runt Turret Cone sluttar västerut. Trakten är obefolkad. Det finns inga samhällen i närheten. 